# Baldwin City
Baldwin City är en ort i Douglas County i Kansas. Vid 2010 års folkräkning hade Baldwin City 4 515 invånare. Orten har fått sitt namn efter John Baldwin som byggde ett sågverk och en sädeskvarn år 1857.